# كأس الخليج للأندية 2011
كأس الخليج للأندية 2011 هو موسم من كأس الخليج للأندية. شارك فيه  12 فريقاً، وفاز فيه نادي الشباب الإماراتي.